# ドン・マクニール
ドン・マクニール（Don McNeill, 1918年4月30日 - 1996年11月28日）は、アメリカ・オクラホマ州チカシェー出身の男子テニス選手。フルネームは William Donald McNeill （ウィリアム・ドナルド・マクニール）という。1939年の全仏選手権で男子シングルス・男子ダブルスの単複2冠を獲得した選手で、全米選手権でも1940年の男子シングルスと1944年の男子ダブルスで優勝した。年代的には、1938年にテニス史上初の「年間グランドスラム」を達成したドン・バッジ（1915年 - 2000年）のすぐ後に位置している。マクニールの全盛期は、ちょうど第2次世界大戦のたけなわと重なっていたため、活動の舞台が（他の年代に活躍した選手に比べて）大幅に限られていた。

## 来歴
マクニールは20歳の時、1938年の全米選手権でテニス界にデビューした。当時オハイオ州にあるケニオン大学に通う学生だった彼は、1939年に21歳でパリに初遠征し、全仏選手権で男子シングルス・男子ダブルスの単複優勝を成し遂げた。ノーシード選手だったマクニールは、準々決勝で第2シードのフラニョ・プンチェツ（ユーゴスラビア）を破って波に乗り、準決勝で同じアメリカのエルウッド・クックを破った後、決勝で第1シードのボビー・リッグスに 7-5, 6-0, 6-3 のストレート勝ちを収めた。同大会の男子ダブルスでは、マクニールは同じアメリカのチャールズ・ハリスとペアを組み、決勝で地元フランスのベテランペアであるジャン・ボロトラ＆ジャック・ブルニョン組を 4-6, 6-4, 6-0, 2-6, 10-8 のフルセットで倒した。第2次世界大戦の戦火が迫ってきたため、この全仏選手権は男女とも出場選手が非常に少なく、男子シングルスは「55名」の選手による6回戦制で実施された。9月1日に世界大戦が勃発し、全仏選手権やウィンブルドン選手権は戦争のため開催中止となる。マクニールの海外遠征は、1939年夏の1度だけで終わった。アメリカ人選手が全仏選手権の男子シングルスで優勝したのは、前年の1938年大会を制したドン・バッジ以来、2年連続2人目の快挙になった。
第2次世界大戦の間、他のテニス競技大会は開催中止となったが、全米選手権だけは途切れることなく実施された。マクニールはアメリカ海軍で情報将校の仕事をしながら、戦時中の全米選手権に出場した。全仏優勝の翌年、1940年の全米選手権男子シングルスで、マクニールは2つ目の4大大会タイトルを獲得した。この大会でも彼はノーシードから勝ち上がり、準決勝で当時19歳のジャック・クレーマーに勝った後、決勝で（前年の全仏決勝と同じ）リッグスを 4-6, 6-8, 6-3, 6-3, 7-5 の逆転で破った。マクニールはリッグスに対し、2セット・ダウン（先に相手に2セットを取られた状態）から逆転し、第3-第5セットを連取したのである。戦時中のアメリカ男子テニス界では、どの選手も軍務に就きながら全米選手権に出場しており、マクニールも断続的に出場するのがやっとの状態だった。1944年に3年ぶりの出場をした時、マクニールはシングルス準決勝でフランク・パーカーに敗れたが、男子ダブルス・混合ダブルスの2部門で初の決勝に進出した。ボブ・ファルケンバーグと組んだ男子ダブルスでは、決勝でビル・タルバート＆パンチョ・セグラ組を 7-5, 6-4, 3-6, 6-1 で破って優勝したが、ドロシー・バンディと組んだ混合ダブルスでは準優勝に終わった。マクニールは1939年全仏選手権以来の4大大会ダブルス優勝を果たし、彼の4大大会優勝はシングルス2勝・男子ダブルス2勝となった。
長きに及んだ第2次世界大戦は、1945年にようやく終結した。世界大戦終結後、マクニールは再び1946年全米選手権男子ダブルス決勝に進み、フランク・ガーンジー（Frank Guernsey）とペアを組んだ。しかし、今度はタルバートとガードナー・ムロイの組に 6-3, 4-6, 6-2, 3-6, 18-20 で競り負けた。第5セットの途中、マクニールとガーンジーは7本のマッチ・ポイント（このポイントを取れば勝利が決まる）を落としている。終戦後のマクニールは、ニューヨーク市の広告会社に勤務した。1965年に国際テニス殿堂入り。戦時中のテニス界を生きたウィリアム・ドナルド・マクニールは、1996年11月28日にフロリダ州ベロビーチで78年の生涯を終えた。

## 4大大会優勝
- 全仏選手権　男子シングルス・男子ダブルス：1勝（1939年）　［単複とも制覇］
- 全米選手権　男子シングルス：1勝（1940年）／男子ダブルス：1勝（1944年）　［混合ダブルス準優勝1度：1944年］